# Eudonia macrophanes
Eudonia macrophanes là một loài bướm đêm trong họ Crambidae.